# Třebešice (przystanek kolejowy)
Třebešice – przystanek kolejowy w miejscowości Třebešice, w kraju środkowoczeskim, w Czechach. Znajduje się na wysokości 225 m n.p.m.
Jest zarządzany przez Správę železnic. Na przystanku nie ma możliwości zakupu biletu, a obsługa podróżnych odbywa się w pociągu.

## Linie kolejowe
- 230 Kolín - Havlíčkův Brod